# Party of One
Party of One è un album in studio del cantautore britannico Nick Lowe, pubblicato nel 1990.

## Tracce
Tutte le tracce sono di Nick Lowe, eccetto dove indicato.

Side 1
1. You Got the Look I Like
2. (I Want to Build a) Jumbo Ark
3. Gai-Gin Man
4. Who Was That Man?
5. What's Shakin' on the Hill

Side 2
1. Shting-Shtang
2. All Men Are Liars
3. Rocky Road (Lowe, Simon Kirke)
4. Refrigerator White
5. I Don't Know Why You Keep Me On
6. Honeygun